# Alan Valentine
Alan Chester Valentine (Glen Cove, 23 februari 1901 - Rockland, 14 juli 1980) was een Amerikaans rugbyspeler. Slater speelde als voorwaartse.

## Carrière
Tijdens de 1924 werd hij met de Amerikaanse ploeg olympisch kampioen.

## Erelijst

### Met Verenigde Staten
- Olympische Zomerspelen:  1924